# 赤苍藤属
赤苍藤属（学名：Erythropalum）是铁青树科下的一个属，为木质藤本植物。该属共有3种，分布于印度、缅甸、越南、菲律宾、马来西亚及印度尼西亚。

## 物种
本属包括以下物种：
- Erythropalum europaeum Reid & Chandler, 1933
- Erythropalum jenkinsi Chandler, 1961
- 赤苍藤 Erythropalum scandens Blume
- Erythropalum turbinatum Chandler, 1961